# Pandion (software)
Pandion is een chatprogramma dat XMPP (Jabber) gebruikt en het wordt ontwikkeld door Dries Staelens en Sebastiaan Deckers.
Pandion is een Rich Desktop Application geschreven in HTML, CSS en JavaScript. Het werkt buiten de webbrowser via een applicatielader ontwikkeld in C++. Alle broncode is beschikbaar onder de GNU General Public License.

## Aangepaste versies
Het programma is door diverse bedrijven aangepast aan hun eigen wensen. Zo zijn er aangepaste versies van Pandion uitgebracht door de bedrijven Tipic en Coversant.

## Geschiedenis
Pandion is het leven begonnen onder de naam RhymBox. Maar een Amerikaans bedrijf heeft het .com-domein in handen gekregen. Ook werd het bedrijf RhymBox, LLC opgericht dat de rechten van RhymBox en Pandion claimde. Daarnaast beweerde RhymBox dat het Belgische Pandion illegaal zou zijn.
Via een open brief hebben de ontwikkelaars van Pandion laten weten dat claim van Rhymbox, LLC niet gerechtvaardigd was.